# Sköldpaddssoppa
Skölpaddssoppa görs av kött från olika arter av sköldpaddor. Soppan förekommer i olika varianter i vissa kulturer och betraktas som en delikatess. Mattraditionen finns bland annat i södra Nordamerika, England, Sydostasien samt Kina.